# Gamiz-Fika
Gamiz-Fika (spanisch Gámiz-Fica) ist eine Gemeinde mit 1.381 Einwohnern (Stand: 2024) in der Provinz Bizkaia im spanischen Baskenland. Die Gemeinde besteht aus den Ortschaften Elexalde, Ergoien, Fika, Ibarra, Mendoza und Olagorta. Der Verwaltungssitz befindet sich in Ergoien.

## Geographische Lage
Gamiz-Fika befindet sich etwa 14 Kilometer nordöstlich von Bilbao in einer Höhe von ca. 55 m. Der Fluss Butroe durchquert die Gemeinde.

## Einwohnerentwicklung
| 1900 | 1910 | 1920 | 1930 | 1940 | 1950 | 1960 | 1970 | 1981 | 1991 | 2001 | 2011 | 2021 |
| ---- | ---- | ---- | ---- | ---- | ---- | ---- | ---- | ---- | ---- | ---- | ---- | ---- |
| 594  | 604  | 657  | 1053 | 1333 | 1258 | 1110 | 1038 | 879  | 891  | 1191 | 1331 | 1383 |

## Sehenswürdigkeiten
- Peterskirche (Iglesia de San Pedro)
- Rathaus

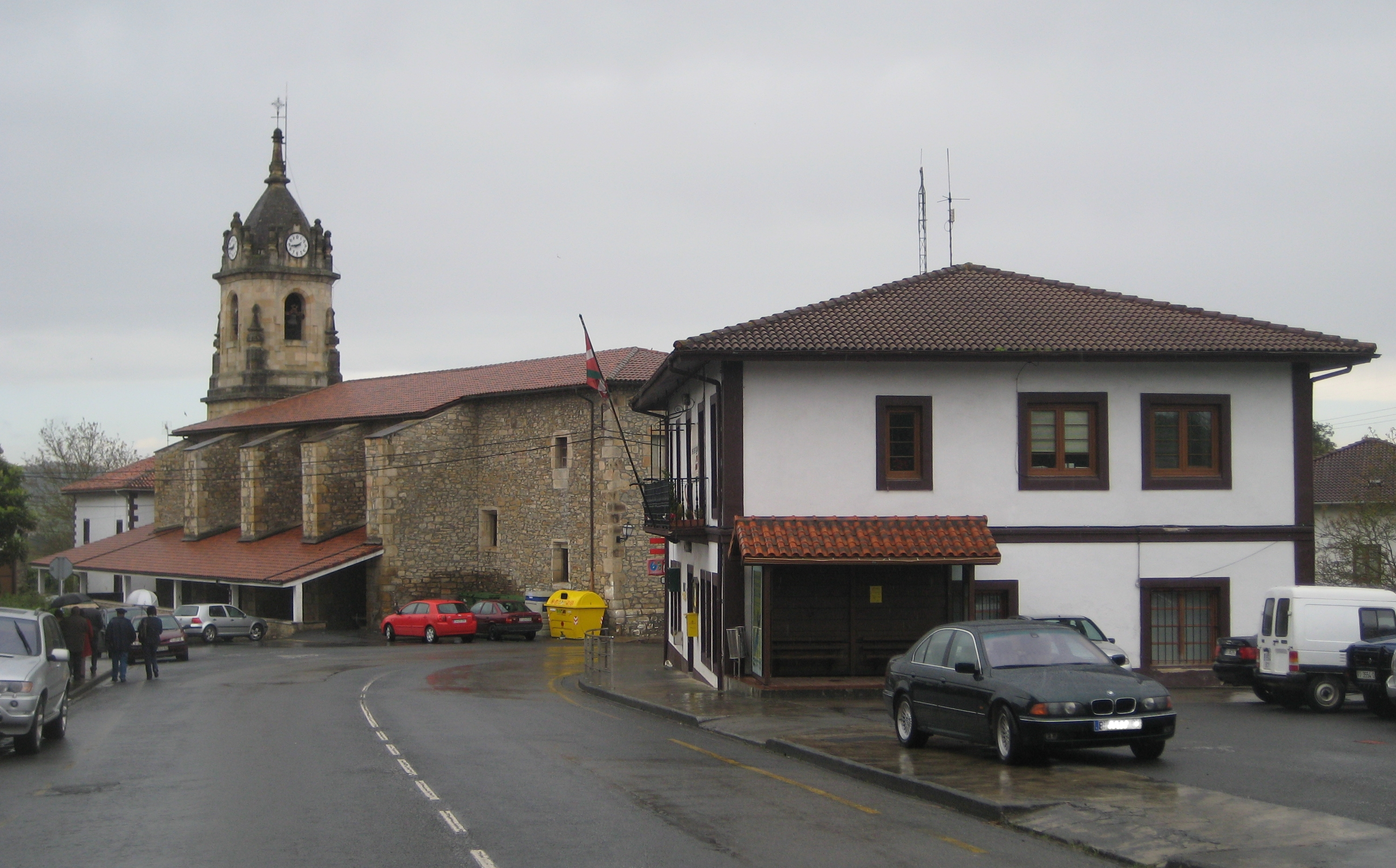
Kirche und Rathaus

## Persönlichkeiten
- Jon Barrenetxea (* 2000), Radrennfahrer